# Kim Joo-ryoung
Kim Joo-ryoung (김주령?, Gim Ju-ryeongLR, Kim ChuryŏngMR; 10 settembre 1976) è un'attrice sudcoreana.
È nota soprattutto per aver interpretato Han Mi-nyeo, alias giocatrice 212, nella serie televisiva Netflix Squid Game

## Filmografia

### Cinema
- Soreum (소름?), regia di Yoon Jong-chan (2001)
- Memories of Murder (살인의 추억?), regia di Bong Joon-ho (2003)
- Neoneun nae unmyeong (너는 내 운명?), regia di Park Jin-pyo (2005)
- Ye-ui-eomneun geotdeul (예의없는 것들?), regia di Park Chul-hee (2006)
- Meotjin haru (멋진 하루?), regia di Lee Yoon-ki (2008)
- Dogani (도가니?), regia di Hwang Dong-hyuk (2011)
- Haebing (해빙?), regia di Lee Soo-yeon (2017)
- Teukbyeolsimin (특별시민?), regia di Park In-je (2017)
- Bluebeard (해빙?), regia di Lee Soo-yeon (2017)

### Televisione
- Andante (안단테?) – serie TV (2017)
- Oneur-ui tamjeong (오늘의 탐정?) – serie TV (2018)
- Baramgwa gureumgwa bi (바람과 구름과 비?) – serie TV (2020)
- Hwa-yang-yeonhwa (화양연화 – 삶이 꽃이 되는 순간?) – serie TV (2020)
- Squid Game (오징어게임?, Ojing-eo geimLR) – serie TV (2021)
- Behind Every Star (연예인 매니저로 살아남기?, Yeon-ye-iun maenijeoro sar-anamgiLR) – serie TV (2022)
- In cerca di vendetta (3인칭 복수?, 3inching boksuLR) – serie TV (2022)
- Big Bet - La grande scommessa (카지노?, KajinoLR) – serie TV (2022-2023)
- Banjjag-ineun watermelon (반짝이는 워터멜론?) – serie TV (2023)
- La regina delle lacrime (눈물의 여왕?, Nunmur-ui yeo-wangLR) – serie TV (2024)